# 更樓 (臺中市)
24°08′43″N 120°41′05″E / 24.145168°N 120.684761°E
吳鸞旂公館更樓，是位於臺灣臺中市北區台中公園的更樓，為1889年所建的吳鸞旂公館殘餘建物，1983年遷來此公園。

## 由來
1889年8月，吳鸞旂在劉銘傳興建臺灣省城時，在城內興建一處公館，為今台中市大智路30號。其中更樓為採歇山式屋頂的二層式建築，上層門房欄干鑲有花磁磚片做為裝飾，細工表現與霧峰宮保第、大里林宅相當接近。提聯為「欲登高處窺四野，且聽譙樓報幾更」。因風水之故，位置偏向正堂左前方。
公館在賣給顏欽賢後，1952年捐給臺中市政府作台中市孔廟用地，其後漸被違建戶佔住、破壞。1980年代初，門樓原有陶燒的一副對聯已不見，一旁還有惡臭的公用廁所。
1982年，台中市政府礙於公館問題叢生，且市府財源短絀，出售給一位黃姓建商。因市長林柏榕計畫僅將門樓保留並遷建於台中公園內，引起時任臺灣大學土木研究室教授夏鑄九反對。然而門樓依然於1983年11月12日遷至台中公園，委由書法家李谷聲寫遷移記。其餘公館建物於1985年春拆除。
更樓在搬遷過程建材大幅變化，被視為是仿造品，2006年文資審議時便裁定不列入文資建物。

## 維護

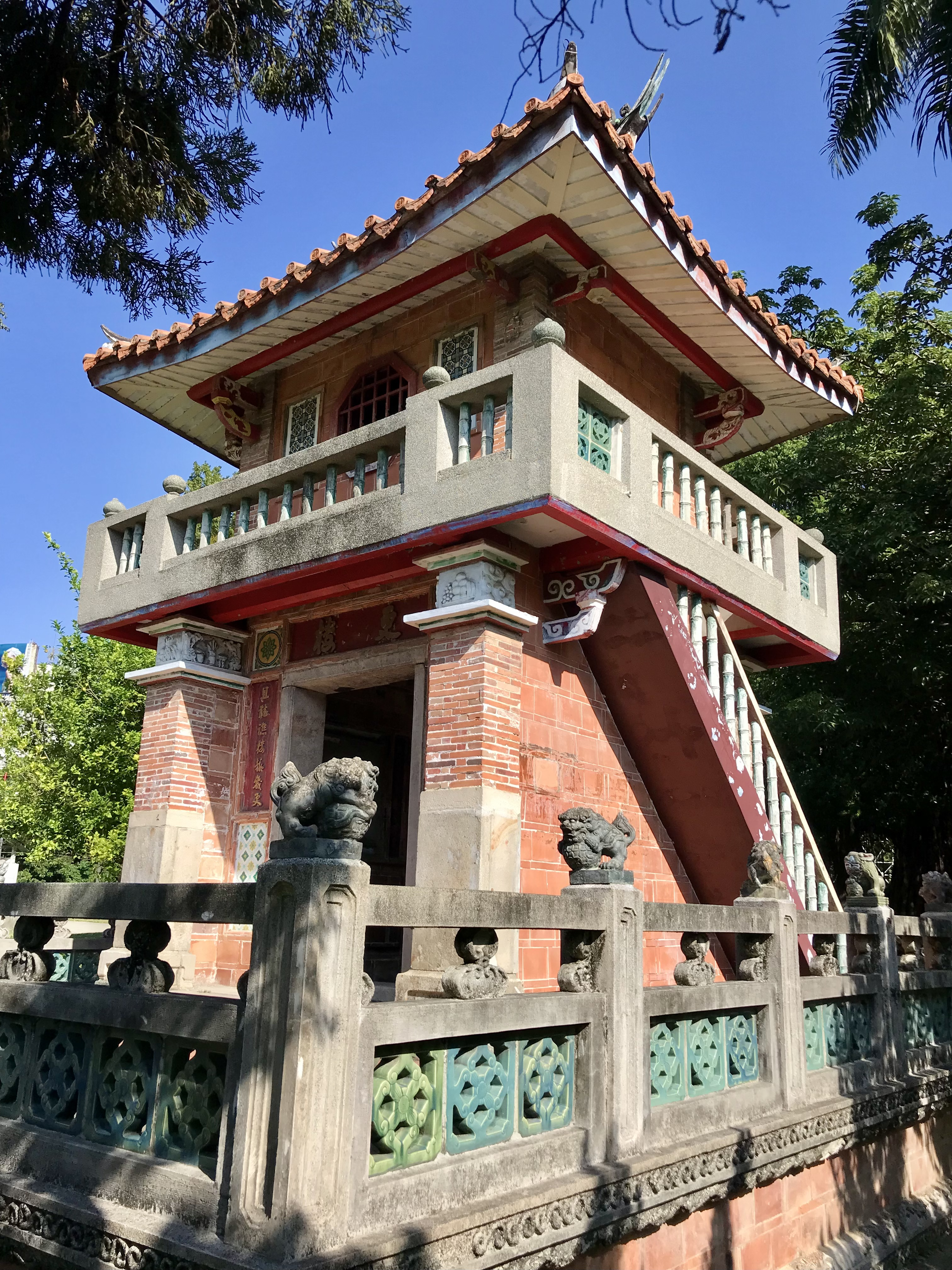
更樓

### 遊民
更樓才數月遷移後，雕樑木板遭剝、大門折斷，窗戶亦遭破壞，內部更是垃圾、穢物滿地。位處市中心、四通八達的台中公園，許久以來一直有不少露宿者棲息，尤其是晚上會以更樓、望月亭等處作棲身之所。1984年2月21日，市府民政局要求警方加強巡邏更樓。市府本用想用收費來排除露宿者，但整建諮詢委員會上就被否決了。1998年7月14日，市府工務局提出改造成書店，以BOT模式經營。
2000年底由人境工程顧問公司整修台中公園景觀時，在更樓放了可早中晚報時的大銅鐘。對此，負責整頓規畫的東海大學教授鍾德頌解釋，基本上是希望藉定時敲鐘以驅趕聚集的遊民。此舉引起市議員黃國書在2001年2月27日抨擊這是古蹟維護的笑話，要求儘快恢復原貌。2006年，建設局長王誕生上任後把銅鐘作了整修，又再度引起黃國書在5月29日批評。
到了2022年，依然有身無分文的民眾會睡在更樓內。

### 其他
市府工務局代局長林芳民在1994年曾表示，更樓常被移作不當使用。民進黨支持者在此設立政治宣傳處，稱為「民主總舵」。像該年9月，台中主婦聯盟呂婉貞等人到台中公園舉行教學時，發現更樓二樓被用來撥放錄影帶，內容多是街頭抗爭或政見發表會實況，且還有情緒激昂的觀眾。
原先更樓周圍有二十隻小型石獅，但2011年時有四隻失蹤。4月22日，議員賴佳微在諮詢建設局及文化局得不到答案後，便揶揄說難道要問動物保護處才清楚嗎？